# 多鱗尖豬魚
多鱗尖豬魚（学名：Leptojulis polylepis），又稱多鱗藍胸魚，為輻鰭魚綱鱸形目隆頭魚亞目隆頭魚科的其中一種，分布於西太平洋區，包括所羅門群島、巴布亞紐幾內亞、印尼海域，棲息深度20-46公尺，體長可達10公分，棲息在礁石區或沙泥底質海域，生活習性不明。
其种加词“polylepis”意为“多鳞的”。